# Помпея (сестра на Помпей Страбон)
Вижте пояснителната страница за други значения на Помпея.
Помпея (на латински: Pompeia) e римлянка от 2 и 1 век пр.н.е. и прабаба на Октавиан Август, първият римски император.

## Биография
Родена е в благородната фамилия Помпеи в Пиценум. Майка ѝ Луцилия e от Суеса Аврунка (днес Сеса Аврунка, провинция Казерта) в Кампания и е сестра на поета Гай Луцилий. Баща ѝ Секст Помпей е син на Гней Помпей. Баща ѝ е през 118 пр.н.е. управител на Македония. Тя има двама братя Секст Помпей и Гней Помпей Страбон, който става баща на Помпей Велики и на Помпея.
Помпея се омъжва за Марк Аций Балб Стари (148 пр.н.е. – 87 пр.н.е.), който е сенатор от плебейски статут от Ариция (днес Аричия, Италия). Двамата имат през 105 пр.н.е. син Марк Аций Балб Млади, който се жени за Юлия Цезарис Млада, втората сестра на Гай Юлий Цезар и става баща на три дъщери, от които Ация Балба Цезония става майка на първия римски император Октавиан Август и на Октавия Младша.
Правнуците на Помпея стават наследници на Цезар.